# Herb Ciechanowca
Herb Ciechanowca – jeden z symboli miasta Ciechanowiec i gminy Ciechanowiec w postaci herbu.

## Wygląd i symbolika
Herb przedstawia na błękitnej tarczy dwa skrzyżowane złote klucze z piórami do góry na zewnątrz i sześcioramienną złotą gwiazdą nad nimi.
Klucze nawiązują do świętego Piotra – patrona miasta.